# 塞尼布瓦阿尔布
塞尼布瓦阿尔布（法語：Cesny-Bois-Halbout，法語發音：[sɛni bwa albu] ⓘ）是法国卡尔瓦多斯省的一个旧市镇，属于卡昂区。2019年，塞尼布瓦阿尔布与临近的4个市镇合并为新市镇塞尼莱苏尔斯。

## 地理
塞尼布瓦阿尔布（48°59'13"N, 0°22'39"W）面积6.66 平方千米，位于法国诺曼底大区卡爾瓦多斯省，该省份为法国西北部沿海省份，北濒大西洋英吉利海峡，东北与滨海塞纳省以海上边界相接，东临厄尔省，南至奧恩省，西与芒什省接壤。
与塞尼布瓦阿尔布接壤的市镇（或旧市镇、城区）包括：阿克维尔、多奈、埃潘、旧弗雷内、梅莱、穆利讷、普拉西。

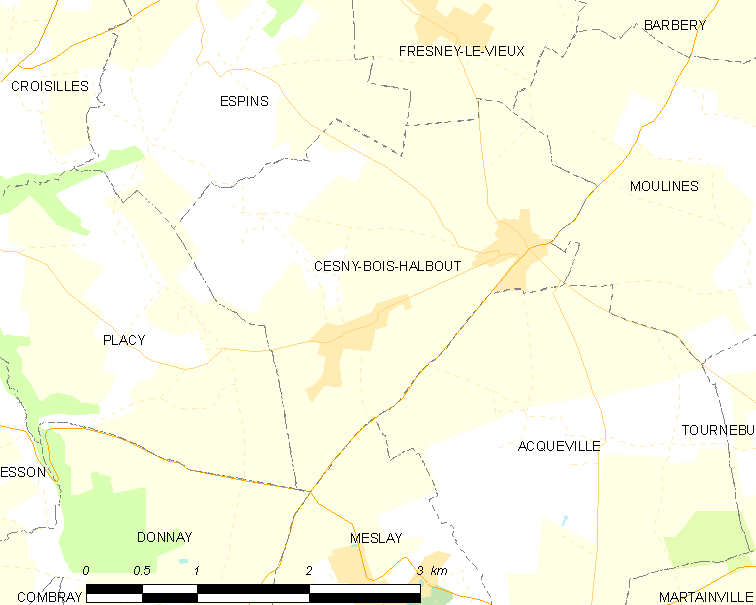
塞尼布瓦阿尔布的OSM定位图

塞尼布瓦阿尔布的时区为UTC+01:00、UTC+02:00（夏令时）。

## 行政
塞尼布瓦阿尔布的邮政编码为14220，INSEE市镇编码为14150。

## 政治
塞尼布瓦阿尔布所属的省级选区为勒奥姆县。

## 人口

1962-2008年间塞尼布瓦阿尔布人口变化图示

塞尼布瓦阿尔布于2018年1月1日时的人口数量为605人。